# Anna Maria Ferrero
Anna Maria Ferrero, pseudonimo di Anna Maria Guerra (Roma, 18 febbraio 1935 – Versailles, 21 maggio 2018), è stata un'attrice italiana.
È stata attiva fra gli anni cinquanta e gli anni sessanta sia nel cinema che in televisione. Sul piccolo schermo ha interpretato nel 1956 lo sceneggiato televisivo Cime tempestose al fianco di Massimo Girotti.

## Biografia
Il suo esordio nel cinema avvenne nel 1949, quando l'attore e regista Claudio Gora le propose un provino per Il cielo è rosso, film tratto da un romanzo di Giuseppe Berto. Il provino fu positivo.
(Claudio Gora)
Per omaggiare il suo padrino, il musicista statunitense Willy Ferrero, scelse di prenderne il cognome, diventando Anna Maria Ferrero, anche per il fatto che egli stesso fu l'unico a incoraggiarla a intraprendere la carriera di attrice, al contrario dei suoi genitori, in un primo momento contrari alla scelta della figlia. Subito dopo aver interpretato il film di Gora, prese parte alla pellicola in costume Il conte di Sant'Elmo di Guido Brignone, nello stesso anno venne chiamata dallo scrittore Curzio Malaparte, al suo esordio dietro la macchina da presa, per un piccolo ruolo nel film Il Cristo proibito; in entrambi i film si doppiò da sola. Anche successivamente, Anna Maria fu doppiata solo in rare occasioni.

Anna Maria Ferrero in Cronache di poveri amanti (1954)

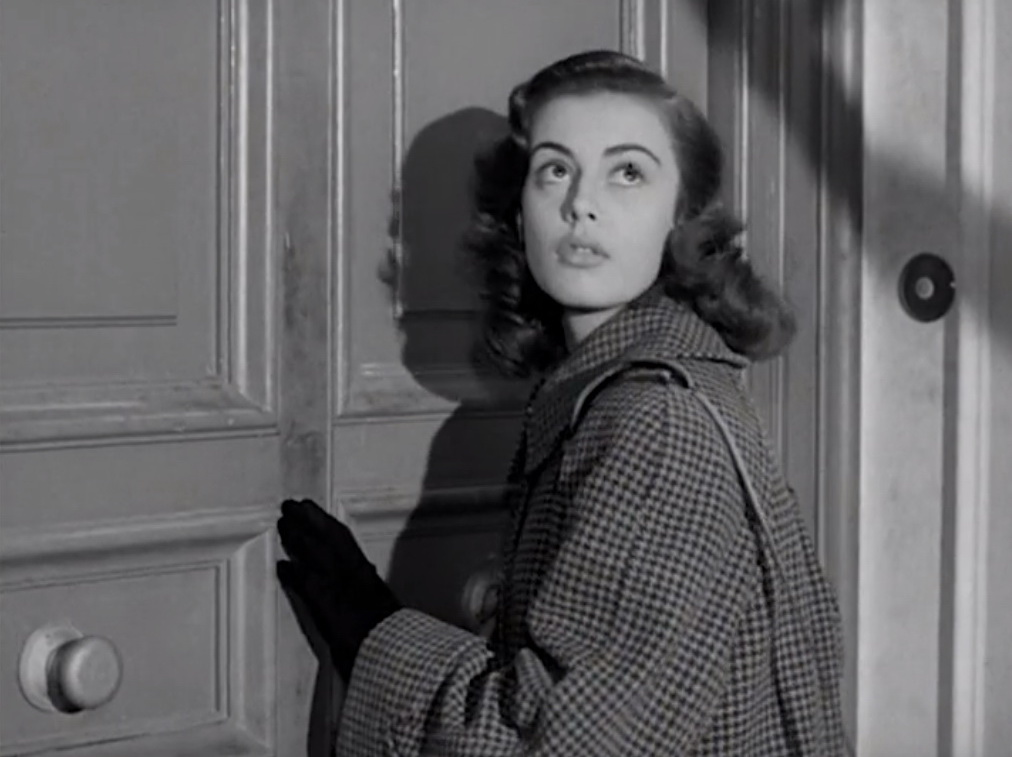
Anna Maria Ferrero in Siamo tutti inquilini (1953)

Nel 1952 ebbe il suo primo ruolo da protagonista, in Le due verità di Antonio Leonviola: Anna Maria offrì un'ottima interpretazione, e la critica iniziò ad accorgersi di lei, così come registi e produttori. L'anno successivo si rivelò il più prolifico della sua carriera: addirittura otto film, tra cui spicca l'interpretazione nel film Le infedeli di Mario Monicelli. Nel settembre 1953 partecipa alla 14ª Mostra internazionale d'arte cinematografica di Venezia con il film Napoletani a Milano dove Anna Maria recita ancora una volta accanto ad Eduardo De Filippo.

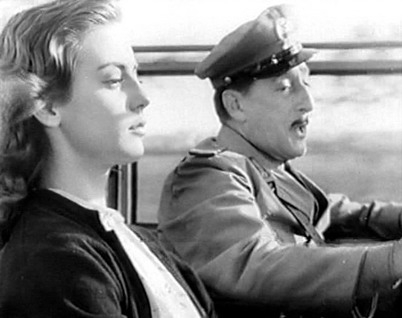
Con Totò in Totò e Carolina (1955)

Nel 1954 Anna Maria Ferrero partecipò al film Cronache di poveri amanti di Carlo Lizzani, ancora una volta nella parte di una servetta, e a Totò e Carolina. Tuttavia i ruoli che le venivano proposti erano tutti simili, ricalcando tutti il personaggio della ragazza debole e ingenua.

Con Vittorio Gassman in Kean - Genio e sregolatezza (1956)

Anna Maria decide quindi di tentare con il teatro, per dimostrare appieno le sue doti recitative. Dopo numerosi tentativi, alla fine del 1953 entrò a far parte della compagnia teatrale di Vittorio Gassman, che fu suo compagno artistico e di vita fino al 1960; la loro relazione fu burrascosa, con continue separazioni e riappacificazioni.
Se in un primo momento il ruolo di prima attrice nella compagnia era affidato ad Anna Proclemer, Anna Maria seppe comunque mettersi in luce, soprattutto nel repertorio shakespeariano di Gassman, interpretando Desdemona nell'Otello e Ofelia nell'Amleto. Entrambi gli spettacoli vennero trasmessi anche per la Rai tra il 1955 e il 1957.

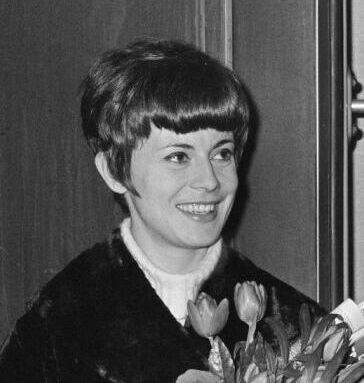
Anna Maria Ferrero nel 1966

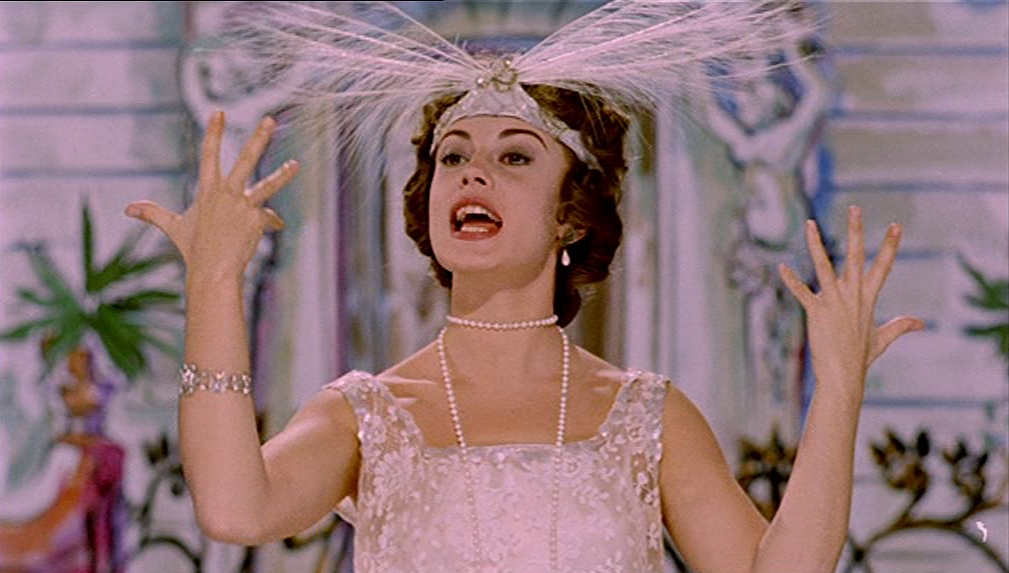
Anna Maria Ferrero in Gastone (1960)

Concentrandosi sul teatro, in quel periodo l'attrice diradò di conseguenza le sue partecipazioni cinematografiche, lavorando a modeste pellicole, anche al fianco di Gassman, come in Giovanni dalle Bande Nere, oppure commedie come Una parigina a Roma, insieme ad Alberto Sordi. Nel 1957 è degna di nota la sua interpretazione nel ruolo di Anna Damby, nel film Kean - Genio e sregolatezza, prima regia di Vittorio Gassman.
Il 1958 fu l'anno della sua consacrazione artistica in teatro, come protagonista della commedia Irma la dolce di Alexandre Breffort, messo in scena da Gassman con la collaborazione di Luciano Lucignani. Fu l'ultimo contatto professionale e umano tra i due attori, anche se successivamente girarono insieme altri due film, Le sorprese dell'amore e Il mattatore, oltre ad alcuni caroselli per la Perugina.
Accantonato il teatro, a partire dal 1960 partecipò a numerose pellicole, ma in ruoli poco consistenti. Fra quelli interpretati in questo periodo, va ricordato quello di Ninetta nel film Il gobbo di Carlo Lizzani, pellicola post-resistenziale ispirata alle vicende di Giuseppe Albano.
Proprio nel 1960 Anna Maria Ferrero conobbe l'attore francese Jean Sorel: i due si fidanzarono. L'anno successivo Anna Maria fu la protagonista del film L'oro di Roma di Carlo Lizzani, suggerendo lei stessa al regista di affidare un ruolo nel film anche a Sorel.
L'attrice si sposò nel 1962. Dopo aver recitato insieme al marito nella commedia Un marito in condominio del 1963, Anna Maria decise improvvisamente di lasciare la sua carriera. L'ultimo suo film è Controsesso del 1964, una commedia, dove Anna Maria è protagonista del primo episodio accanto a Nino Manfredi.
La sua vita proseguì lontano dai set cinematografici, da tempo trasferitasi a vivere nella periferia di Parigi. Nel decennio successivo le notizie sulla sua vita furono pochissime, l'attrice concesse solo alcune interviste ai quotidiani dell'epoca.
Un suo ritorno sui set era previsto per il 1985, in un piccolo ruolo nel film Maccheroni di Ettore Scola, ma alla fine l'attrice romana ci ripensò e quello fu il suo ultimo contatto con il mondo del cinema.
La sua ultima apparizione in pubblico avvenne nell'aprile del 2008, quando fece parte della giuria del Busto Arsizio Film Festival, accanto al marito Jean Sorel. In quell'occasione è stata proiettata la versione restaurata del film L'oro di Roma.
È morta a Parigi nel 2018.

## Vita privata
Anna Maria Ferrero è stata compagna di Vittorio Gassman dal 1953 al 1960. È stata sposata con Jean Sorel dal gennaio del 1962 fino alla morte.

## Filmografia

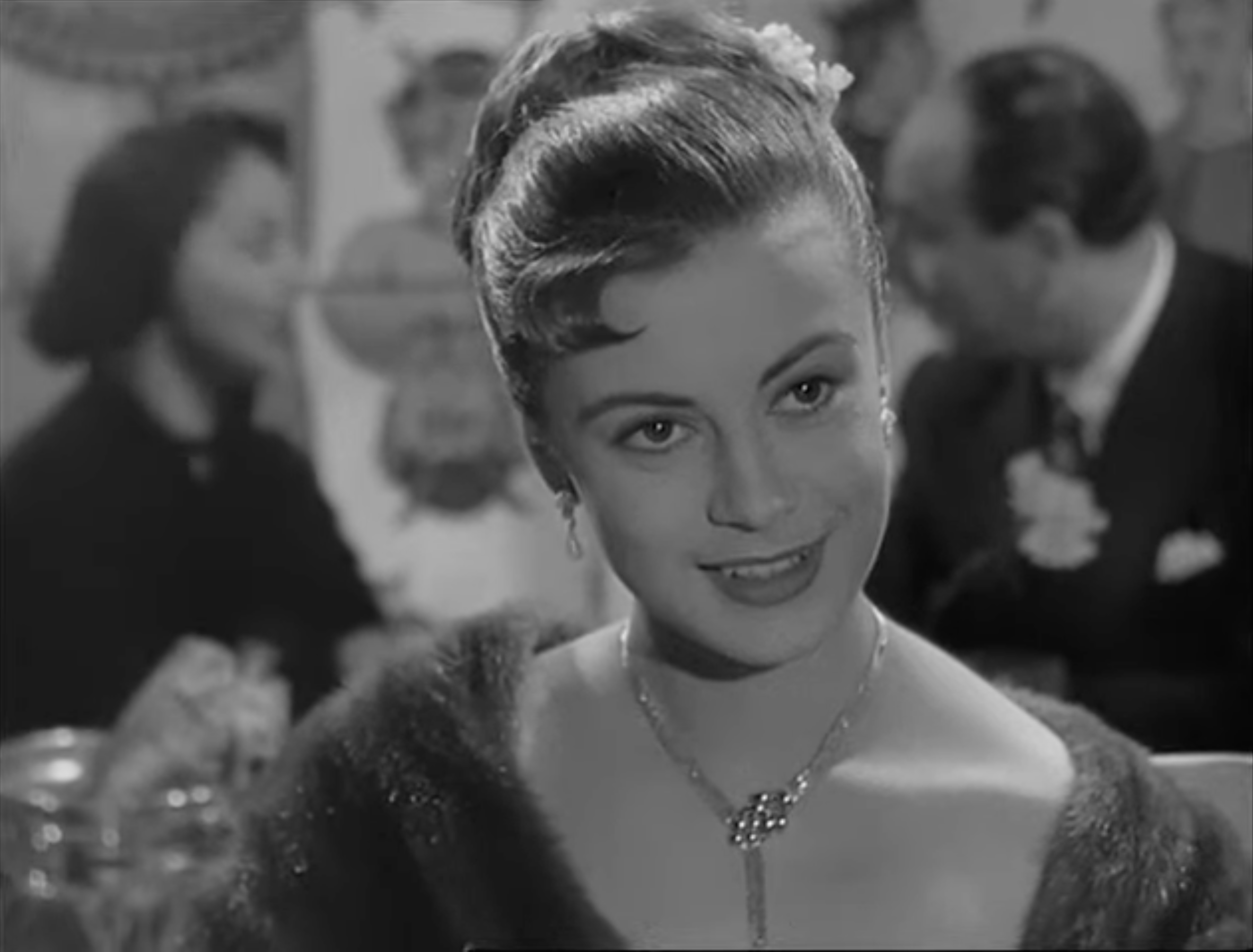
Anna Maria Ferrero in Lo sai che i papaveri... (1952)

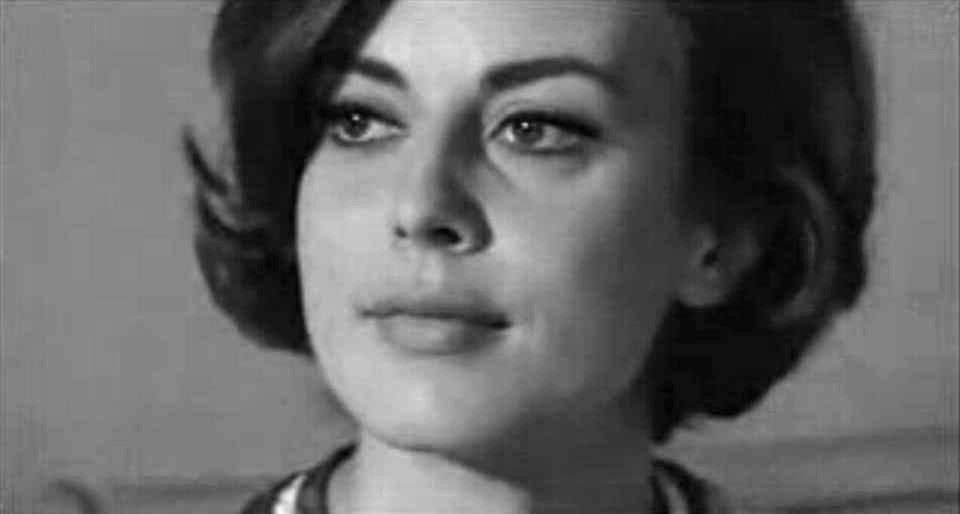
Anna Maria Ferrero in Controsesso (1964)

- Il cielo è rosso, regia di Claudio Gora (1950)
- Il conte di Sant'Elmo, regia di Guido Brignone (1950)
- Domani è un altro giorno, regia di Léonide Moguy (1951)
- Il Cristo proibito, regia di Curzio Malaparte (1951)
- Lorenzaccio, regia di Raffaello Pacini (1951)
- Le due verità, regia di Antonio Leonviola (1951)
- Ragazze da marito, regia di Eduardo De Filippo (1952)
- Lo sai che i papaveri..., regia di Metz e Marchesi (1952)
- La muta di Portici, regia di Giorgio Ansoldi (1952)
- Fanciulle di lusso, regia di Bernard Vorhaus (1953)
- Le infedeli, regia di Steno e Monicelli (1953)
- Siamo tutti inquilini, regia di Mario Mattoli (1953)
- Febbre di vivere, regia di Claudio Gora (1953)
- I vinti, regia di Michelangelo Antonioni (1953)
- Napoletani a Milano, regia di Eduardo De Filippo (1953)
- Capitan Fantasma, regia di Primo Zeglio (1953)
- Pi-greco, episodio di Villa Borghese, regia di Gianni Franciolini (1953)
- Giuseppe Verdi, regia di Raffaello Matarazzo (1953)
- Viva la rivista!, regia di Enzo Trapani (1953)
- Cronache di poveri amanti, regia di Carlo Lizzani (1954)
- Canzoni di mezzo secolo, regia di Domenico Paolella (1954)
- Guai ai vinti, regia di Raffaello Matarazzo (1954)
- Una parigina a Roma, regia di Erich Kobler (1954)
- Totò e Carolina, regia di Mario Monicelli (1955)
- La vedova X, regia di Lewis Milestone (1955)
- Il falco d'oro, regia di Carlo Ludovico Bragaglia (1955)
- Canzoni di tutta Italia, regia di Domenico Paolella (1955)
- La rivale, regia di Anton Giulio Majano (1955)
- Guerra e pace, regia di King Vidor (1956)
- Suprema confessione, regia di Sergio Corbucci (1956)
- Giovanni dalle Bande Nere, regia di Sergio Grieco (1956)
- Cime tempestose - miniserie TV, 4 episodi (1956)
- Kean - Genio e sregolatezza, regia di Vittorio Gassman (1956)
- Gli amanti del deserto, regia di Fernando Cerchio, León Klimovsky e Gianni Vernuccio (1957)
- Capitan Fuoco, regia di Carlo Campogalliani (1958)
- Questa mia donna, regia di Mario Ferrero - film TV (1958)
- La notte brava, regia di Mauro Bolognini (1959)
- Le sorprese dell'amore, regia di Luigi Comencini (1959)
- L'impiegato, regia di Gianni Puccini (1960)
- Il mattatore, regia di Dino Risi (1960)
- La battaglia di Austerlitz, regia di Abel Gance (1960)
- Culpables, regia di Arturo Ruiz Castillo (1960)
- I delfini, regia di Citto Maselli (1960)
- Il gobbo, regia di Carlo Lizzani (1960)
- Gastone, regia di Mario Bonnard (1960)
- Capitan Fracassa, regia di Pierre Gaspard-Huit (1961)
- Un giorno da leoni, regia di Nanni Loy (1961)
- L'oro di Roma, regia di Carlo Lizzani (1961)
- Una domenica d'estate, regia di Giulio Petroni (1962)
- Le quattro giornate di Napoli, regia di Nanni Loy (1962)
- Un marito in condominio, regia di Angelo Dorigo (1963)
- Cocaina di domenica, episodio di Controsesso, regia di Franco Rossi (1964)

### Prosa televisiva
- Questa mia donna, di Mario Federici, regia di Mario Ferrero, trasmessa il 7 marzo 1958

## Discografia parziale

### Album
- 1953 – Brani scelti dall'Otello di Shakespeare (Cetra, CLV 0604, LP 10") con Vittorio Gassman e Salvo Randone
- 1958 – Irma la dolce (con Vittorio Gassman e Alberto Bonucci)

### Singoli
- 1959 – Il Mattatore/Tic Tac (con Alberto Bonucci, split con il Quartetto Cetra)

## Doppiatrici
Nelle edizioni in italiano delle opere in cui ha recitato è stata doppiata da:
- Maria Pia Di Meo in Febbre di vivere, La rivale, Cronache di poveri amanti, Il falco d'oro
- Rosetta Calavetta in Fanciulle di lusso, Una parigina a Roma, Le due verità
- Fiorella Betti in Capitan fuoco, Guerra e pace
- Germana Calderini ne Il cielo è rosso
- Rina Morelli in Guai ai vinti
- Dhia Cristiani ne I vinti
- Renata Marini in Giuseppe Verdi